# Петриченко Андрій Архипович
Андрій Архипович Петриченко (27 лютого 1922 — † 30 березня 1945) — радянський солдат. У роки німецько-радянської війни командир гармати мотострілецького батальйону 17-ї гвардійської механізованої бригади (6-й механізований корпус, 4-а танкова армія, 1-й Український фронт), Герой Радянського Союзу (посмертно).

## Біографічні відомості
Народився в 27 лютого 1922 року у с. Андріївка (нині Макарівський район, Київська область) у селянській родині. Українець. Закінчив 7 класів. Працював у колгоспі. У Радянській Армії з 1941 року.
Гвардії старший сержант Петриченко в ніч на 17 лютого 1945 р. на підступах до м. Бернау пробрався на нейтральну смугу, де знаходився танк Т-34 з пораненими членами екіпажу, вогнем з гармати розсіяв ворожу піхоту, допоміг вивести танк у розташування радянських військ. В бою 16 березня 1945 р. за населений пункт Штефанесдорф (Німеччина) захопив ворожий танк. Загинув в бою за населений пункт Гросс-Петервіц 30 березня 1945 р. Звання Героя Радянського Союзу присвоєно 27 червня 1945 р.

## Вшанування пам'яті
Ім'ям Героя була названа школа в його рідному селі.